# Miroslav Radovanović
Pour les articles homonymes, voir Radovanović.
Miroslav Radovanović (en serbe cyrillique : Мирослав Радовановић ; né le 3 décembre 1919 à Brusnik et mort le 16 juin 2008 à Novi Sad) est un médecin serbe. Il a été membre de l'Académie serbe des sciences et des arts et membre de la section de Novi Sad de l'Académie serbe des sciences et des arts.

## Biographie
Né en 1919, Miroslav Radovanović étudie à la faculté de médecine de l'université de Belgrade. Pendant la Seconde Guerre mondiale, il interrompt ses études et travaille sur le terrain avec des équipes de l'Institut central d'hygiène de Serbie. Après ses études, il travaille à l'Institut fédéral d'hygiène et se spécialise en hygiène.
Il poursuit encore ses études en France et en Suisse et, en 1952, il enseigne en tant que professeur associé à la faculté de médecine de l'université de Sarajevo, où il reste jusqu'en 1964. Cette même année, il devient professeur titulaire à la faculté de médecine de l'université de Novi Sad et directeur de l'Institut d'hygiène au sein de l'Institut de protection sanitaire de la ville. Il s'intéresse à de nombreux secteurs de l'hygiène, comme la nutrition, la protection de l'eau ou la santé mentale et la médecine scolaire. Dans ces domaines, il a publié près de 300 articles et 14 ouvrages, dont 7 en collaboration.
Miroslav Radovanović a également travaillé à une réforme du système de santé et s'est engagé dans le projet écologique de la ville de Novi Sad.
En 1981, il a été élu membre correspondant de l'Académie des sciences et des arts de Voïvodine et, en 1987, membre titulaire de cette académie. En 1991, il a été élu membre titulaire de l'Académie serbe des sciences et des arts. De 1990 à 1993, il a été président de l'Académie de Voïvodine puis président de la section de Novi Sad de l'Académie serbe des sciences et des arts,.

## Récompenses
Miroslav Radovanović a obtenu plusieurs récompenses officielles de la république fédérative socialiste de Yougoslavie :
- l'ordre du Travail ;
- l'ordre du Mérite pour le peuple à étoile d'argent ;
- l'ordre de la République à couronne d'argent.